# MOTHER3 fan translation
MOTHER3 fan translation（マザースリーファントランスレーション）は、2006年にゲームボーイアドバンス用ソフトとして日本国内でのみ発売された任天堂のRPG『MOTHER3』を、クライド・「トマト」・マンデリン（Clyde "Tomato" Mandelin）率いるEarthBound（前作に当たる『MOTHER2』の北米版名称）のファンコミュニティのメンバーによって、非公式ながら完全に英語ローカライズされたもの（パッチ）である。

## 概要
前作の発売後、オリジナル版はサブタイや発売ハードの変更などを経て12年にわたる開発地獄の末、2006年4月20日に日本で発売されたが、英語版ローカライズに対するファンの関心は低く、EarthBoundのファンサイトStarmen.netのメンバーは、2006年11月に独自のファン翻訳の制作を発表した。
プロジェクトに携わった12人のファンは、マンデリンによって選出され、以前にローカリゼーション経験があった。ゲームデータのハッキングや、1,000ページの台詞の翻訳などを要したこのプロジェクトには何千時間もの時間が費やされたのみならず、チームはこのために自らツールを制作した。完成版は2008年10月にパッチとしてリリースされ、パッチは最初の1週間で10万ダウンロードされた。翻訳と同時に、ファンメイドのフルカラー、200ページに及ぶプロ品質のプレイヤーズガイドもリリースされた。

## ファンコミュニティ
1995年にスーパーファミコン用ゲームソフト『MOTHER2 ギーグの逆襲』が発売されてから12年の間、遅延や内容変更、さらには発売中止の危機を乗り越え、『MOTHER3』はゲームボーイアドバンス版の続編として2006年4月20日に日本向けに発売された。前作『MOTHER2 ギーグの逆襲』が『EarthBound』の名前で発売されたアメリカのEarthBoundファンコミュニティでは、イベントや嘆願書を通じて北米版発売の支持が集められていた。そのうちのひとつが、カスタム署名ソフトを使い、手作業で名前を確認してなされた、819ページに及ぶ31,000人の署名をファンアートとともに任天堂の日米支社に送ったものだった。しかし、任天堂はこれに応じなかったため、このファン翻訳はコミュニティのいわば「結集点」となった。1UP.comは、「歴史上、これほど熱狂的に翻訳を要求されたゲームはこの作品を除いて1つもない」と記している。
2006年4月にMOTHER3が発売されたときには、ファンコミュニティは既に公式の英語ローカライズを期待しておらず、4ヶ月後には任天堂からも英語版の発売に興味を示さないという知らせを受け、11月にはNintendo of America（アメリカ支社）のローカライズグループ「Treehouse」とのインタビューで確認を取った。数日後、EarthBoundのコミュニティサイトStarmen.netでファンによる翻訳版の制作が発表された。同サイトの共同設立者であるレイド・ヤング（Reid Young）は、ファン翻訳が「ゲーム（本編）と同じくらいファンのためになるもの」であると語った。

## 開発
MOTHER3のファン翻訳プロジェクトは、2006年11月に発表された。『キングダムハーツII』などのゲームや『ドラゴンボール』などのアニメを手がけてきたプロのゲーム翻訳者、クライド・"トマト"・マンデリンを中心に、10人ほどのスタッフが2年がかりで、何千時間もの作業時間を費やして日本語から英語に翻訳した。ローカライズを担当したのは、すでに他のファン翻訳でも活動していた者たちであり、トマト自身のファン翻訳コミュニティでの経験も、このプロジェクトに必要なリソースの確保に役立った。トマトは、翻訳家としての本業とは別に、「第2の本業」としてこのプロジェクトに携わった。プロジェクトの広報を担当し、一連の制作にはほとんど関与しなかったヤングは、トマトが1,000時間以上、ジェフマンが1,000時間近く、最も作業時間の短かった者でも50時間から100時間はプロジェクトに関わったと推定しているが、誰も時間を記録していない。チームは、新しいイントロ画面を追加する以外は、ゲームに手を加えない道を選び、エンディングで流れるスタッフクレジットにも自分たちの名前を追加しないことにした。制作においては、ゲームデータ（ROM）のハッキングと作中の台詞の翻訳という2つが主であった。
ROMハッキングは、ゲームコードをアセンブリレベルで変更するものである。ヤング曰く、試行錯誤しながら少しずつDNAを変えていくことで、他の言語を教えるのと同じだという。技術的な変更としては、プロポーショナルフォント、グラフィックのハック、カスタムソフトなど。このゲームには、必要なテキストを表示するために十分なシステムメモリがないようにコード化されている。日本語の文字はすべて同じスペースを占めるので（等幅）、新しい英語の文字が適切に収まるようにカスタムコードをする必要があった。トマトは、「どのテキスト表示ルーティーンも手つかずだった」と語っており、可変幅フォントの修正も、文字が入るスペースを手動で確保するまでは役に立たなかったという。グラフィックのハックには、新しいイントロ画面や北米版のEarthBoundからインポートした画像も含まれ、マザーシリーズらしさの維持に努めた。例えば、たとえば、MOTHER2のタコ像の駄洒落は、 EarthBoundでは鉛筆の彫像に変換され、MOTHER3のファン・トランスレーションではそれに応じてやはり鉛筆に変更されることとなった。また、クロスアセンブラ、スクリプトやパッチを扱うツールなど、翻訳を助けるカスタムソフトウェアも構築された。ハッキングチームのメンバーに、トマト、ジェフマン、ブユー（byuu）、sblurがいる。
翻訳されたテキストは約1,000ページに上り、ヤングはRPGとしてだけでなく、様々な面で大規模であったと語っており、翻訳にかかるフリーランスの費用は、理論上30,000ドルと見積もられていたという。ヤングは、トマトを完璧主義者と評し、翻訳チームの人数を少なくして進行を妨げないようにしたが、ダジャレの翻訳など、より多くの意見を取り入れた方が良いと思われる部分については、多くのファンの意見を取り入れたという。例として、作中に登場する行商人の「ヨクバ」（「欲」とかけていると見られる）を「Fassad」（アラビア語の「فساد」、「腐敗」を意味し英語の「facade」ともかけている）に改名したり、このキャラクターがかわいがっているネズミのセリフをコックニーの太い方言に翻訳したりしている。
このチームは、Nintendo of Americaの「最上層部」が、介入はしなかったものの、自分たちのプロジェクトについて知っていたと報告している。2007年2月、Nintendo of Americaの社長レジナルド・フィサメィは、この翻訳プロジェクトについてのことが耳に入っていたことを明かしており、ヤングによると、同社のローカライズチームがゲームの将来について発表するのであれば、このプロジェクトを抑制すると語っていたそうである。ローカライズの合法性が不明であることは認めたものの、ヤングはファンによる翻訳を「性急で不公正なもの」と呼ぶことを妥当ではないとした。また、チームは「ソフトウェアの違法コピーには反対だ。ゲームが発売されたら、日本から輸入するか、公式グッズを購入するように指示し、最終的にはフランチャイズを支援することを目的としていた。トマトは翻訳を見込んでいたスクウェア・エニックスの社員から激励を受けた。プロジェクトの終盤では、ファン・トランスレーションがファン翻訳に対する保護につながり、十分なサービスを受けられないユーザーを最大限に生かすことができるとした。トマトは、原文も訳文もすべて暗記しているほど身近な作品であるため、自身の作品の良さがわからないという。しかし、5年も経てば、それも変わるだろう。このプロジェクトは、トマトが文章を書くということに、より大きな敬意を払った。

## リリース
パッチは2008年10月に終了した。他所からのダウンロードを除けば、トマトが「合計で数万ダウンロード（a couple dozen thousand downloads）」と予測していたのを大幅に上回って初週で10万回以上ダウンロードされた。パッチを使用するには、同ゲームのROMイメージファイルが必要であった。翻訳と同時に、2008年6月から開発を進めていた同作の英語版プレイヤーズガイド「Mother 3 Handbook」も発表され、Wiredは、フルカラーかつ200ページの分量を誇る「Mother 3 Handbook」をプロの攻略ガイドに匹敵するもので、品質が「Prima GamesやBradyGamesに匹敵する」と報じている。トマトは、2009年、2014年、2021年にもパッチの更新版をリリースしており、2014年にリリースされた翻訳ツールを用いて、フランス語、イタリア語、スペイン語などの言語への翻訳が進められている。

## 評価
Ars Technicaのフランク・カロン（Frank Caron）は、「大事業は...（中略）...大成功である」とし、このファン翻訳は、自分を含む多くのゲーマーの夢を実現したと記しており、任天堂が自社で英語版のローカライズを行わない理由については「想像もつかない」とも述べている。Kotakuのマイク・ファヘイ（Mike Fahey）は、輸入盤が手に入らないプレイヤーに公式グッズの購入を勧めた翻訳者は間違っていたとしている。The Vergeは、ファン層の熱心さを証明するものとして、この2年にわたる『MOTHER3』のファン翻訳を挙げている。